# F-89戰鬥機
诺斯罗普 F-89 蝎子是由美国飞机制造商诺斯罗普公司设计和生产的全天候双发截击机。它是第一款专为截击任务而设计的喷气战机，也是第一架配备空对空核武器（AIR-2“妖怪”无制导核火箭弹）的战斗机。蝎子这个名字来源于该机的水平尾翼，其为避开机尾下方的发动机喷口而向上移动到位于垂尾中央的位置。
诺斯罗普公司设计“蝎子”源于美国陆军航空军于1945年8月发布的一项技术规范。该机内部代号为N-24，最初设计采用较纤细的机身、安装{link-en|艾利森J35|Allison J-35}}涡轮喷气发动机并采用后掠翼，但后掠翼导致该机低速特性不佳，后来改用了较薄的平直翼。尽管平直翼限制了其高速性能，但“蝎子”仍是美国首批配备制导导弹的战斗机之一。1946年3月，美国陆军航空军选中了N-24及其竞争对手柯蒂斯-赖特XF-87黑鹰进行研发，随后于1946年6月13日批准了代号为XP-89的两架原型机合同。
1948年8月16日，原型机在穆洛克陆军机场完成首飞。在对XP-89进行竞争性评估后，官方决定取消其竞争对手XP-87的项目，将资源集中于“蝎子”——因其速度更快，且更具发展前景。
1950年2月22日发生致命事故后，诺斯罗普对该机进行了多项改进。而在此之前，官方已明确要求采用更强大的、配备加力燃烧室的艾利森J33-A-21涡轮喷气发动机、AN/APG-33雷达以及休斯E-1火控系统。1950年9月，“蝎子”开始在美国空军（USAF）服役，美国空军也是其唯一的使用者。
“蝎子”的首个量产型F-89A仅生产了18架，因为它很快就被性能更优越的F-89B取代；后者于1951年6月问世，其改进大多集中在航电设备方面。不久之后，升级发动机的F-89C也接踵而至。
1954年，最具代表性的F-89D推出，它安装了全新的休斯E-6火控系统，配备AN/APG-40雷达和AN/APA-84计算机，取消了原先的机炮武器，转而搭载2.75英寸（70毫米）“巨鼠”（Mighty Mouse）折叠翼航空火箭（FFAR）发射巢。
最后投入服役的改型是F-89J，其通常配备AIR-2“精灵”核空对空火箭。这些“蝎子”在防空司令部（后更名为航空航天防御司令部）服役至1959年，并在美国空军国民警卫队服役至20世纪60年代末。最后一批“蝎子”于1969年退出现役。

## 生產次型

### XF-89
第一台原型機，使用兩具Allison J-35-A-9發動機(單台推力 4,000 磅)。

### XF-89A
第二台原型機，由於XF-89推力不足，改用推力更強的J-35-A-21A發動機（單台推力 5,100 磅，加力推力 6,800 磅）。

### F-89A
首批量產版本，配備六門機砲，製造了8架。

### F-89B
升級航空電子設備的版本，製造了40架。

### F-89C
換裝了Allison J35-A-33發動機的版本，製造了164架。

### F-89D
主要生產版本，取消了機砲，取而代之的是機翼吊艙中的104枚Mk4折疊尾翼式航空火箭彈，安裝了新的休斯E-6火控系統、AN/APG-40雷達和AN/APA- 84電腦。共製造了682架。

### F-89H
配備E-9火控系統、6枚休斯GAR-1/GAR-2和42枚Mk4折疊尾翼式航空火箭彈的版本。製造了156架。

### F-89J
改裝自F-89D，帶有兩枚MB-1（AIR-2）核彈頭空對空火箭和四枚AIM-4飛彈的翼下掛點。共改裝了350架。

### Bibliography
- Angelucci, Enzo and Peter Bowers. The American Fighter. Yeovil, UK: Haynes Publishing Group, 1987. ISBN 0-85429-635-2.
- Blazer, Gerald and Mike Dario. Northrop F-89 Scorpion. Leicester, UK; Aerofax, 1993. ISBN 0-942548-45-0.
- Davis, Larry and Dave Menard. F-89 Scorpion in Action (Aircraft Number 104). Carrollton, Texas: Squadron/Signal Publications, 1990. ISBN 0-89747-246-2.
- Green, William and Gordon Swanborough. The Complete Book of Fighters: An Illustrated Encyclopedia of Every Fighter Aircraft Built and Flown. London: Salamander Books, 1994. ISBN 1-85833-777-1.
- Isham, Marty J. and David R. McLaren. Northrop F-89 Scorpion: A Photo Chronicle. Atglen, Pennsylvania: Schiffer Military History, 1996. ISBN 0-7643-0065-2.
- Jenkins, Dennis R. and Tony R. Landis. Experimental & Prototype U.S. Air Force Jet Fighters. North Branch, Minnesota: Specialty Press, 2008. ISBN 978-1-58007-111-6.
- Kinsey, Bert. F-89 Scorpion, (Detail and Scale Vol. 41). Waukesha, Wisconsin: Kalmbach Publishing, 1992. ISBN 1-85310-630-5.
- Knaack, Marcelle Size. Encyclopedia of US Air Force Aircraft and Missile Systems, Volume 1, Post-World War Two Fighters, 1945–1973. Washington, D.C.: Office of Air Force History, 1978. ISBN 0-912799-59-5.
- "Scorpion with a Nuclear Sting: Northrop F-89". Air International, Vol. 35, No. 1, July 1988, pp. 44–50. Bromley, UK: Fine Scroll. ISSN 0306-5634.
- "Scorpion with a Nuclear Sting: Northrop F-89—Part Two". Air International, Vol. 35, No. 2, August 1988, pp. 86–92. Bromley, UK: Fine Scroll. ISSN 0306-5634.
- Swanborough, F. Gordon and Peter M. Bowers. United States Military Aircraft Since 1909. London: Putnam, 1963. ISBN 0-87474-880-1.

## 外部連結
- Joe Baugher F-89 pages（页面存档备份，存于）
- "First Look Inside The USAF F-89 Scorpion Fighter," Popular Science 1951 article with cutaway of F-89 with original six 20 mm cannon nose, article at bottom of page
- (1957) T.O. 1F-89D-1 Flight Handbook USAF Series F-89D Scorpion Aircraft (Part 1), (Part 2)